# Mary Burns
Mary Burns, née le 29 septembre 1821 et morte le 7 janvier 1863, est une ouvrière irlandaise qui immigre en Angleterre à la fin de la première moitié du XIXe siècle. 
Elle est connue pour avoir introduit son compagnon, Friedrich Engels, dans le milieu ouvrier anglais pour ses premières enquêtes, alors même qu'il appartenait à la bourgeoisie étrangère.

## Biographie
Mary Burns naît le 29 septembre 1821. Elle est la fille de Michael Burns, un teinturier au sein d'une usine de coton, et de Mary Conroy. Elle a également une plus jeune sœur, Lydia Burns (1827-1878), dite « Lizzie », et une nièce, Mary Ellen Burns, dite « Pumps ».
Alors qu'elle a environ vingt ans, Burns émigre avec sa famille de Deansgate, en Irlande, à Salford, en Angleterre, pour travailler dans les usines émergentes de la banlieue de Manchester. C'est là qu'elle rencontre Engels, sûrement vers 1843. C'est elle qui l'introduit au cœur des quartiers les plus miséreux de Salford et du grand Manchester, alors que ces endroits lui sont normalement largement inaccessibles du fait de sa condition de bourgeois et de patron d'entreprise,. Mary Burns joue le rôle d'intermédiaire de confiance entre lui et les ouvriers, qu'il entreprend d'interroger pour son enquête La Situation de la classe ouvrière en Angleterre. Elle est publiée en 1845 et est considérée comme une des œuvres fondatrices de la sociologie. 
Après leur rencontre dans les années 1840, le couple déménage à Ardwick. Burns et Engels forment un couple jusqu'à la mort soudaine de Burns à 41 ans, le 7 janvier 1863,,, du fait de son alcoolisme[réf. souhaitée]. Bien que leur relation était exclusive, ils se sont toujours opposés à l'idée de mariage, considéré comme une institution bourgeoise. Après la mort de Mary, Engels vit avec sa sœur, Lizzie, qu'il épouse le 11 septembre 1878, quelques heures avant la mort de cette dernière. 
Peu de sources documentent la vie de Mary Burns de son vivant. Les seules références directes à Burns à nous être parvenues sont deux lettres écrites juste après sa mort. Dans la première, Marx, après avoir appris la mort de Mary, écrit à Engels pour lui témoigner son affection et dit d'elle qu'elle était d'un « très bon caractère » et « pleine d'esprit ». Dans l'autre, Eleanor Marx, la fille de Marx, dit d'elle qu'elle était « très jolie, pleine d'esprit et tout à fait charmante, mais qu'elle buvait à l'excès dans les dernières années ».